# Kiều Oánh Mậu
Kiều Dực (chữ Hán: 喬翼, 1854 - 1912), sau đổi là Kiều Cung (喬恭), tự Oánh Mậu (塋懋), Tử Yến (子燕), hiệu Giá Sơn (蔗山), là một sĩ phu thời Nguyễn mạt.

## Tiểu sử
Kiều Oánh Mậu sinh năm Giáp Dần (1854) tại xã Đông Sàng, huyện Phúc Thọ, tỉnh Sơn Tây (nay là xã Đường Lâm, thị xã Sơn Tây, thành phố Hà Nội). Cha ông là Cử nhân Kiều Thắng.
Năm Kỷ Mão (1879), ông thi đỗ Cử nhân, đến năm sau (Canh Thìn, 1880), thi đỗ Phó bảng dưới triều Tự Đức.
Buổi đầu, ông được bổ làm Tri phủ, ít lâu sau bị giáng làm Tri huyện. Sau khi trấn nhậm nhiều nơi, ông từ quan ra giúp việc tại tòa soạn báo Đồng Văn ở Hà Nội.
Ông mất năm Nhâm Tý (1912), lúc 58 tuổi.

## Tác phẩm
- Bản triều bạn nghịch liệt truyện (本朝叛逆列傳), gồm: Một số cuộc nổi dậy chống nhà Nguyễn (Phan Bá Vành, Lê Văn Khôi, Cai Vàng, Cao Bá Quát,...), một số cuộc Cần Vương chống thực dân Pháp (Phan Đình Phùng, Nguyễn Thiện Thuật, Ngô Quang Huy,[a]...), và một số cuộc đàn áp nghĩa quân của Hoàng Cao Khải, Nguyễn Thân,...
- Tì bà quốc âm tân truyện (琵琶國音新傳), là bản diễn Nôm theo thể thơ lục bát vở Tì bà ký bằng chữ Hán của Cao Minh đời Minh (Trung Quốc).
- Tiên phả dịch lục (僊譜譯錄) chép sự tích Liễu Hạnh thờ ở đền An Thái, tỉnh Nam Định.

Các sách được ông hiệu đính gồm:
- Bút toán chỉ nam (筆算指南, sách hướng dẫn phương pháp dùng bút tính toán): Tác giả Nguyễn Cẩn (chữ Hán: 阮瑾, hoặc cũng được viết là 謹) viết năm 1909, gồm 5 Chương (Quyển 卷). Sách trình bày các phương pháp tính toán của phương Tây (vì vào thời ấy Việt Nam sử dụng công cụ tính toán là que tính và bàn tính để thực hiện các tính toán số học), nhưng thực ra nó bao gồm một loạt các chủ đề khá rộng đặc trưng của Toán học Trung Hoa và Toán học Việt Nam truyền thống.[b][2]
- Truyện Kiều của Nguyễn Du, rồi xuất bản với tên Đoạn trường tân thanh.

Ngoài ra, ông còn đề tựa sách Tang thương ngẫu lục (Ghi chép tình cờ trong cuộc bể dâu) của Phạm Đình Hổ và Nguyễn Án,
Theo nhà nghiên cứu Nguyễn Quảng Tuân thì chỉ với bản hiệu đính này, ông đáng được xem là nhà khảo chứng văn bản học có uy tín trong văn học cận đại Việt Nam.

## Sách tham khảo
- Trần Văn Giáp, Tìm hiểu kho sách Hán Nôm. Nhà xuất bản Khoa học Xã hội, Hà Nội, 2003.
- Nguyễn Quảng Tuân, mục từ "Kiều Oánh Mậu" trong Từ điển văn học (bộ mới). Nhà xuất bản Thế giới, 2004.
- Nguyễn Q, Thắng - Nguyễn Bá Thế, Từ điển lịch sử nhân vật Việt Nam. Nhà xuất bản Khoa học Xã hội, 1992.

## Chú giải
1. ↑  Ngô Quang Huy (? - ?), là người ở thôn An Hải, xã Trưng Trắc, huyện Văn Lâm, tỉnh Hưng Yên. Ông đỗ cử nhân, làm quan đến Đốc học. Sau ông cùng em là Ngô Quang Chước hợp tác với Nguyễn Cao, Nguyễn Thiện Thuật chống Pháp ở chiến khu Bãi Sậy. Khi Nguyễn Thiện Thuật bị quân đối phương vây phải lánh sang Trung Quốc, ông tiếp tục chỉ huy cuộc kháng chiến được ít lâu, rồi rút quân lên vùng thượng du ẩn náu. Không rõ ông mất năm nào và nơi đâu..
2. ↑  Viện nghiên cứu Hán Nôm hiện còn một bản viết tay có tiêu đề 算法 Toán pháp cũng của Nguyễn Cẩn 阮謹 viết năm 1909 và cũng được Kiều Oánh Mậu 喬瑩懋 hiệu đính. Có thể đây là bản thảo của Bút toán chỉ nam 筆算指.